# زیردریایی یو-۳۷۵
زیردریایی یو-۳۷۵ (به انگلیسی: German submarine U-375) یک زیردریایی است که طول آن ۶۷٫۱ متر (۲۲۰ فوت ۲ اینچ) می‌باشد. این زیردریایی در سال ۱۹۴۱ ساخته شد.